# Lucenzo
Lucenzo, nome artístico de Luís Filipe Oliveira (Bordéus, 27 de maio de 1983), é um cantor, produtor musical, compositor e autor franco-português .

## Biografia
Com origens na aldeia de Vilas Boas (Vila Flor, Bragança), Lucenzo começou sua carreira em bandas de hip hop como Sol da Noite e Les Portuguais de Bordeaux ("os portugueses de Bordéus" em francês"), a partir de 1998, e gravou o seu primeiro disco, que nunca foi comercializado por questões financeiras. Em 2006, lançou "Portugal é Nossa Terra", com DJ Lusitano, e daí tornou-se popular na música de origem portuguesa. Em 2007, lançou o seu primeiro single "Emigrante del Mundo"; depois, lançou "Dame Reggaeton". O seu maior sucesso, no entanto, é "Vem Dançar Kuduro", lançado em janeiro de 2010, com a participação do DJ estadunidense Big Ali. O single alcançou a primeira posição de rádios de todo o mundo, fazendo sucesso nas pistas de dança da Europa. 
Em maio de 2011, "Vem Dançar Kuduro" foi regravada em uma nova versão, intitulada "Danza Kuduro", com a participação do cantor Don Omar. "Danza Kuduro" foi incluída na trilha sonora do filme Fast Five e é o tema de abertura da telenovela brasileira Avenida Brasil.

## Discografia

### Álbuns de estúdio
| Título                                                                                        | Detalhe do álbum                                                                               | Posições em paradas músicais | Posições em paradas músicais | Posições em paradas músicais | Posições em paradas músicais |
| Título                                                                                        | Detalhe do álbum                                                                               | AUT                          | FRA                          | ALE                          | SUÍ                          |
| --------------------------------------------------------------------------------------------- | ---------------------------------------------------------------------------------------------- | ---------------------------- | ---------------------------- | ---------------------------- | ---------------------------- |
| Emigrante del Mundo                                                                           | - Lançamento: 30 de setembro de 2011 - Gravadora: Yanis, B1M1 - Formatos: CD, digital download | 60                           | 8                            | 65                           | 15                           |
| "—" indica que a gravação não foi incluída nas paradas ou não foi distribuída naquela região. |                                                                                                |                              |                              |                              |                              |

## Singles

### Como artista principal
| Título                                                                                        | Ano  | Posições em paradas músicais | Posições em paradas músicais | Posições em paradas músicais | Posições em paradas músicais | Posições em paradas músicais | Posições em paradas músicais | Posições em paradas músicais | Certificações | Álbum               |
| Título                                                                                        | Ano  | AUT                          | BEL                          | FRA                          | ALE                          | SUÉ                          | SUÍ                          | EUA                          | Certificações | Álbum               |
| --------------------------------------------------------------------------------------------- | ---- | ---------------------------- | ---------------------------- | ---------------------------- | ---------------------------- | ---------------------------- | ---------------------------- | ---------------------------- | --- | ------------------- |
| "Vem Dançar Kuduro" (com Big Ali)                                                             | 2010 | —                            | —                            | 2                            | —                            | 1                            | 31                           | —                            | | Emigrante del Mundo |
| "Emigrante del Mundo"                                                                         | 2010 | —                            | —                            | —                            | —                            | —                            | —                            | —                            | | Emigrante del Mundo |
| "Danza Kuduro" (Don Omar com Lucenzo)                                                         | 2010 | 1                            | 7                            | 4                            | 1                            | 3                            | 1                            | 82                           | - BEA: Ouro - BVMI: Platina - FIMI: 3× Platina - GLF: 4× Platina - IFPI SWI: Platina - PROMUSICAE: 2× Platina - RIAA: 5× Platina | Emigrante del Mundo |
| "Baila Morena"                                                                                | 2010 | —                            | —                            | 9                            | —                            | —                            | —                            | —                            | | Emigrante del Mundo |
| "—" indica que a gravação não foi incluída nas paradas ou não foi distribuída naquela região. |      |                              |                              |                              |                              |                              |                              |                              | |                     |